# Emil zu Rantzau

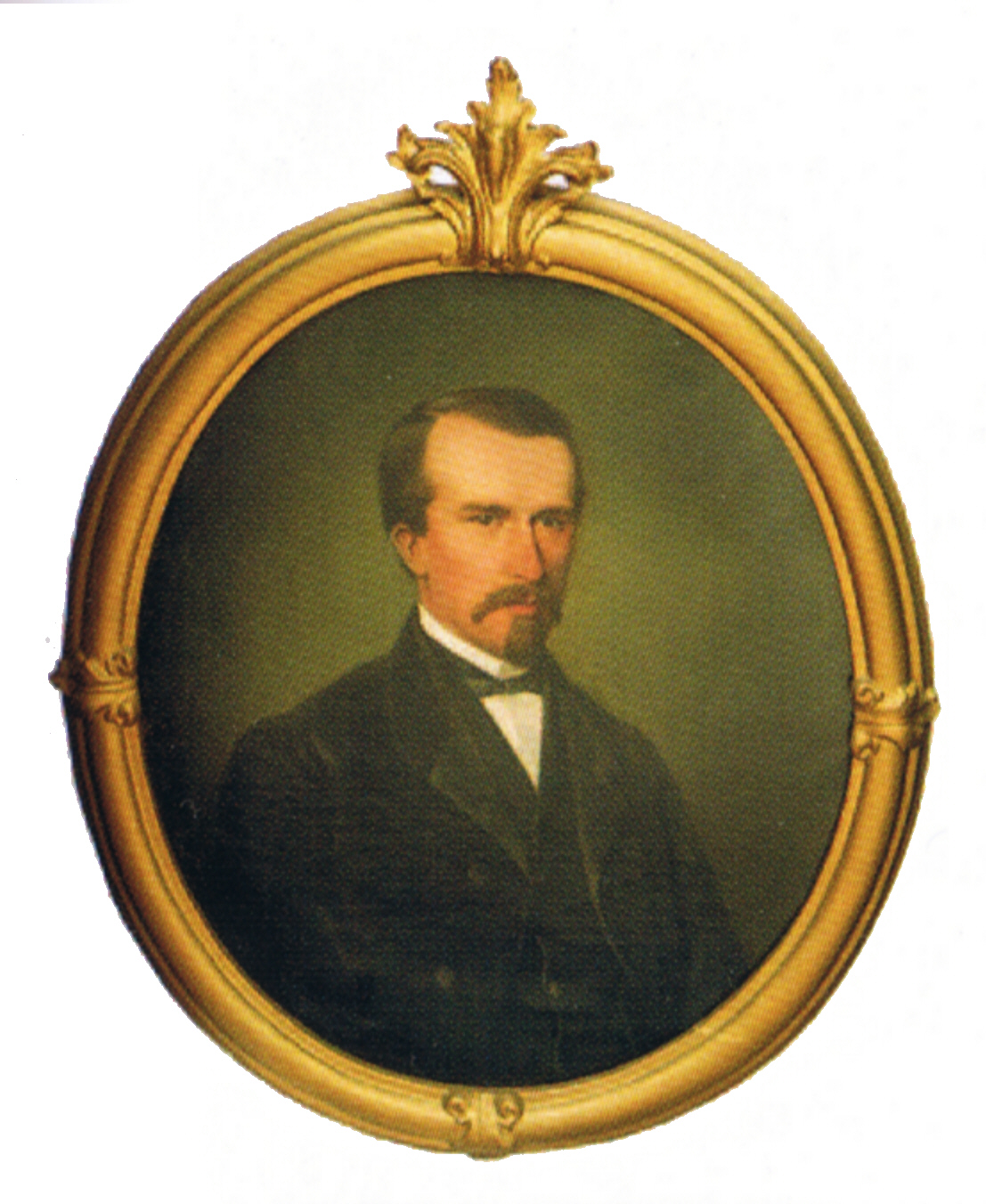
Emil zu Rantzau

Christian Emil Heinrich Julius Graf zu Rantzau (* 12. Juli 1827 in Lyngby bei Kopenhagen; † 15. Februar 1888 in Kiel) war ein deutscher Standesherr und Politiker in Schleswig-Holstein.

## Leben
Emil zu Rantzau entstammte holsteinischem Uradel und gehörte zu den Equites Originarii. Er war der Sohn des Gouverneurs und Landdrosten des Herzogtums Lauenburg Christian zu Rantzau aus dessen erster Ehe mit Nancy zu Rantzau aus dem Haus Oppendorf (1798–1843). Er wuchs in Ratzeburg auf und besuchte die Lauenburgische Gelehrtenschule. Wie für den holsteinischen Adel typisch, studierte er an der Friedrich-Wilhelms-Universität zu Berlin und der Ruprecht-Karls-Universität Heidelberg Rechtswissenschaft. 1847 wurde er im Corps Guestphalia Heidelberg aktiv. Als Inaktiver wechselte er an die heimatliche Christian-Albrechts-Universität zu  Kiel. Nach der Schleswig-Holsteinischen Erhebung legte er 1851 sein Examen ab. Er wurde 1857 zum Propst des Klosters Uetersen gewählt und übte dieses Amt bis 1864 aus.
1857 starben kurz nacheinander sein Vater und sein Großvater, der Geheime Konferenzrat Graf Carl Emil zu Rantzau auf Rastorf (1775–1857). Emil zu Rantzau erbte somit das Majorat Rastorf. Seit 1861 Mitglied der Holsteinischen Stände, wurde er Landtagsmarschall und Mitglied des provinzialständischen Ausschusses.
Er war verheiratet mit seiner Cousine Caroline Christiane Elisabeth geb. Reventlow (1837–1917) aus dem Haus Wittenberg, einer Stieftochter von Otto von Rantzau. Das Paar hatte elf Kinder. Der älteste Sohn und Erbe des Majorats Rastorf war Christian zu Rantzau.

## Auszeichnungen

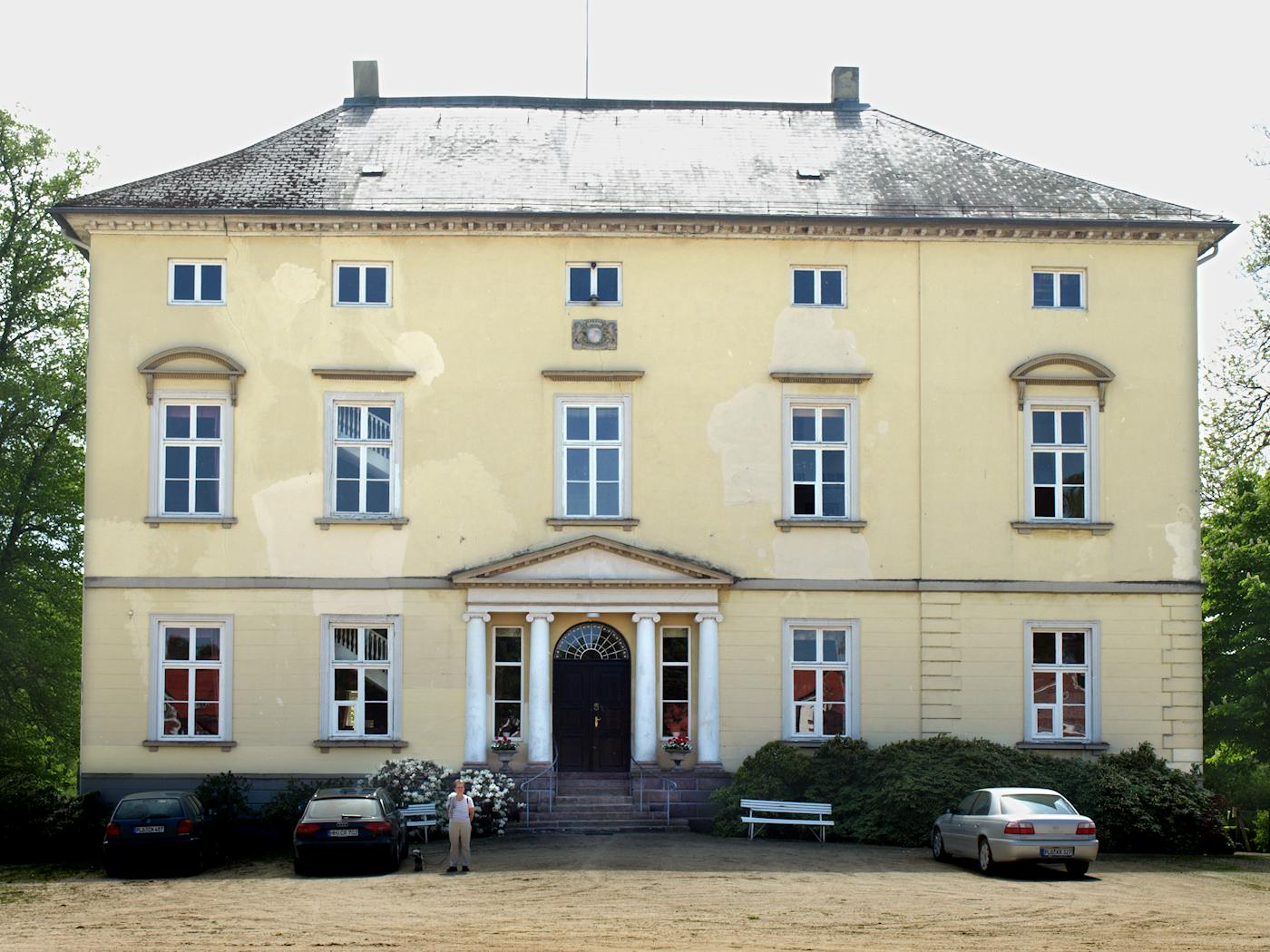
Herrenhaus von Gut Rastorf

- Königlicher Kronen-Orden (Preußen), 2. Klasse (1874)
- Rechtsritter des Johanniterordens (1880)[3]